# Palazzo Ricasoli Scroffa
Palazzo Ricasoli Scroffa, o Cambray Digny, è un edificio storico di Firenze, situato in corso Tintori 23-25.

## Storia e descrizione
Già dei Doni e quindi dei Biliotti, l'edificio è per lo più ricordato nella letteratura come palazzo Cambray Digny, essendo stato acquistato dall'architetto Luigi de Cambray Digny nel 1824 che, come informa Federico Fantozzi, lo migliorò internamente e lo destinò a sua abitazione, morendovi il 20 febbraio del 1843, in carica di gonfaloniere di Firenze. 
Negli anni del Fantozzi era questa la residenza dell'abate Melchiorre Missirini, biografo del Canova. 
Presenta un prospetto a tre piani con due mezzanini e, nonostante alcuni rifacimenti, mostra un elegante disegno cinquecentesco di impronta rinascimentale, con il portone posto decentrato, sul quarto asse. Al piano terreno un restauro novecentesco ha riportato a vista tre fornici di un edificio preesistente, fortemente integrati. Il grande androne d'accesso, pur nella sua nudità, bene rende la nobiltà della fabbrica, decisamente rappresentativa della continuità tra modelli rinascimentali e cultura borghese ottocentesca.